# Cleopatra Records
Cleopatra Records — американский лейбл звукозаписи, штаб-квартира которого находится в Лос-Анджелесе, штат Калифорния. Имеет несколько подразделений. Специализируется на издании музыки в жанрах готик-рок, хард-рок, индастриал и хэви-метал.

## История
Компания была основана в 1992 году Брайаном Перерой и первоначально занималась распространением в основном электронной музыки, но вскоре изменила специализацию на готик-рок и смежные жанры и начала издавать до сорока названий альбомов в месяц. В первой половине 90-х годов лейбл выпускал главным образом трибьют-альбомы, содержавшие кавер-версии песен таких исполнителей, как The Cure, Siouxsie and the Banshees, Sisters of Mercy, а впоследствии также AC/DC, Pink Floyd, Smashing Pumpkins, Dead Can Dance и др.. Многие серии, издававшиеся в то время на Cleopatra Records, стали широко известны (например, компиляции The Goth Box и In Goth Daze). Кроме того, лейбл эксклюзивно выпустил несколько альбомов, до того не выходивших на территории США (среди исполнителей — Kraftwerk, Hawkwind, Нико), и привлёк нескольких известных исполнителей, таких как Гэри Ньюман, Christian Death, Alien Sex Fiend, Big Electric Cat и Rosetta Stone.
К концу 1990-х лейбл приобрёл доминирующее положение на американском рынке готической и индустриальной музыки, однако со временем он потерял многих исполнителей (одни группы распались, другие разорвали контракты с Cleopatra Records из-за неудовлетворительных продаж альбомов). К тому же европейские компании Zoth Ommog и Hard Records, с которыми сотрудничал лейбл, закрылись, что привело к финансовым трудностям.
В настоящее время лейбл существует в значительной степени за счёт своих подразделений, предлагающих, помимо традиционных для Cleopatra Records жанров, релизы прогрессив-рока, техно и поп-рока. Кроме того, лейбл начал выпуск DVD с видеоклипами и художественными фильмами.

## Подразделения
- Hypnotic
- Deadline Music
- Stardust Records
- Master Classics
- Magick Records
- Purple Pyramid Records[англ.] — подлейбл, специализирующийся на психоделическом роке и психоделической музыке.
- Goldenlane Records

## Наиболее известные исполнители
- 45 Grave
- Christian Death
- Tangerine Dream
- The 69 Eyes
- The Damned
- Zeromancer